# María Isabel Arriortua
María Isabel Arriortua Marcaida (Baracaldo, 11 de noviembre de 1950) es una química española, investigadora, profesora desde 1976 y catedrática de Cristalografía y Mineralogía en la Universidad del País Vasco (UPV/EHU) desde 1992. Premio Euskadi de Investigación y Tecnología en 2010. Nombrada en 2012 miembro numeraria de la Academia de las Ciencias, las Artes y las Letras Vasca y en 2014 entró a formar parte del comité asesor científico del Gobierno Vasco para la implantación de la Estrategia Vasca de Ciencia y Tecnología en el Horizonte 2020.

## Trayectoria
Arriortua es se licenció en Química por la UPV/EHU en 1976 y se convirtió en doctora del Departamento de Petrología y Geoquímica en 1981. Desarrolló parte de su tesis doctoral, de título Cristaloquímica de algunos calcogenuros ternarios de plomo e indio en la Universidad Louvain-la-Neuve, en Bélgica. Es catedrática de Cristalografía y Mineralogía desde 1992 en la Facultad de Ciencia y Tecnología de la UPV/EHU.
Creó el grupo de investigación IMaCris/MaKrisI en materiales cristalinos con otros profesores y profesoras de su facultad, donde se investigan alternativas a los combustibles fósiles así como en el diseño, caracterización, propiedades y aplicaciones de distintos materiales.
Fue pionera en la investigación de sistemas multifuncionales que pueden tener diversas aplicaciones en el ámbito del medio ambiente o la energía. Las investigaciones realizadas como directora de equipo han dado lugar a nuevos materiales microporosos y pilas SOFC con aplicaciones tanto en automóviles como en la industria y el sector doméstico. Recibió el Premio Euskadi de Investigación y Tecnología en 2010.
Forma parte de diferentes grupos de relacionados con la cristalografía y la investigación. Entre otros, es vocal del Comité Español de la Unión Internacional de Cristalografía desde 1985, y vicepresidenta del Grupo Especializado de Cristalografía desde 1996. En 2002 fue nombrada directora de los Servicios Generales de Investigación SGIKER en el Vicerrectorado de Investigación de la UPV/EHU. Desde 2002, es también vocal de la Comisión de Investigación de la UPV/EHU.

## Premios y reconocimientos
- Desde 2012, es una de las dos únicas mujeres miembros numerarias de la Academia de las Ciencias, las Artes y las Letras Vasca, Jakiunde.[10][11]
- Tiene un 42 en el índice de Hirsch de clasificación de los mejores científicos (h=42).[12]
- En 2010, fue galardonada con el Premio Euskadi de investigación en Ciencia y Tecnología.[5][13][14][15]
- Desde 2014, es una de los diez miembros del comité asesor científico del Gobierno Vasco para la implantación de la Estrategia Vasca de Ciencia y Tecnología en el Horizonte 2020.[12][16]

## Publicaciones
Arriortua ha escrito numerosos artículos científicos en el Boletín de la Sociedad Española de Mineralogía. También ha colaborado en obras colectivas y desde 2010 dirige tesis doctorales en la UPV/EHU. Además, ha colaborado en diferentes libros de su ámbito de investigación:
- Mother Structures Related to the Hexagonal and Cubic Close Packing in Cu24 Clusters: Solvent Influenced Derivatives. CrystEngComm, 17 (2015) 3297-3304.[18]
- Heterogeneous catalytic properties of unprecedented μ-O-[FeTCPP]2 dimers (H2TCPP = meso-tetra(4-carboxyphenyl)porphyrin): an unusual superhyperfine EPR structure. Dalton Transactions, 44 (2015) 213-222.[19]
- Water-induced phase transformation of a CuII coordination framework with pyridine-2,5-dicarboxylate and di-2-pyridyl ketone: synchrotron radiation analysis. CrysEngComm, 17 (2015) 6346-6354.[20]
- Hybrid vanadates constructed from extended metal–organic arrays: crystal architectures and properties. CrystEngComm, 16 (2014) 10332-10366.[21]
- CuII–PDC-bpe frameworks (PDC = 2,5-pyridinedicarboxylate, bpe = 1,2-di(4-pyridyl)ethylene): mapping of herringbone-type structures. CrystEngComm, 16 (2014) 8726-8735.[22]